# Tragedia na Przełęczy Diatłowa (film)
Tragedia na Przełęczy Diatłowa (ang. Devil’s Pass lub The Dyatlov Pass Incident) – amerykańsko-brytyjsko-rosyjski film fabularny z 2013 roku w reżyserii Renny’ego Harlina.
Film, nakręcony w stylistyce „found footage”, oparty został na wydarzeniach z lutego 1959 roku, kiedy dziewięcioro uczestników studenckiej wyprawy w góry Uralu poniosło śmierć w niewyjaśnionych okolicznościach. W filmie w rolach głównych wystąpili Holly Goss, Matt Stokoe, Luke Albright, Ryan Hawley i Gemma Atkinson. Premiera odbyła się 28 lutego 2013 na terenie Rosji, Białorusi i Kazachstanu. W drugiej połowie tego roku film Harlina wyświetlany był na europejskich festiwalach filmowych: Fantasy Filmfest w Niemczech oraz Night Visions w Finlandii. Pomimo mieszanych recenzji krytyków, Tragedia na Przełęczy Diatłowa została wyróżniona nominacjami do dwóch nagród filmowych; jedną z nich otrzymała.

## Fabuła
Holly wraz ze swoją czwórką przyjaciół alpinistów wyrusza na ekspedycję w rosyjskie góry Uralu, a konkretnie do Przełęczy Diatłowa. Chcą oni nakręcić film, w którym wyjaśnią co się stało dziewięciu studentom w 1959 r., kiedy zginęli w niewyjaśnionych okolicznościach zamarznięci i rozebrani, oddaleni od siebie wzajemnie co kilkaset metrów. Po dotarciu do pobliskiego miasteczka udają się do ośrodka psychiatrycznego, gdzie chcą porozmawiać z jedynym uczestnikiem tamtej wyprawy, który przeżył. Jednak do spotkania nie dochodzi pod wpływem lekarzy, którzy okłamują podróżników, że nie żyje. Dwudziestoparolatkowie udają się do baru, gdzie otrzymują propozycję podwózki pod górę Kholat. Następnego dnia przyjaciele przed wspinaczką w góry odwiedzają matkę jednego ze studentów, który zginął w Tragedii na Przełęczy Diatłowa. W końcu wszyscy zaczynają wspinaczkę. Z początku wszystko wydaje się w porządku, przyjaciele są przyćmieni pięknymi widokami i są zbyt podnieceni zagłębianiem się w historię tragedii. Wszystko komplikuje się następnego dnia, kiedy wokół swojego obozu widzą dziwne ślady nieludzkich stóp. Próbują sobie tłumaczyć, że to są ślady polarnych niedźwiedzi, jednak wiedzą, że to nieprawda. W końcu Holly podążając śladami stóp odnajduje język.

## Recenzje
Film otrzymał mieszane recenzje od krytyków najczęściej otrzymując ocenę 2/5. Metacritic przyznał Tragedii na Przełęczy Diatłowa 49/100. Film nazwano prostym, ale wciągającym.

## Obsada
- Holly Goss – Holly King
- Matt Stokoe – Jensen Day
- Luke Albright – J.P. Hauser Jr.
- Ryan Hawley – Andy Thatcher
- Gemma Atkinson – Denise Evers
- Nikolay Butenin – Sergei
- Nelly Nielsen – Alya (lat 73)
- Valeriy Fedorovich – Alya (lat 20)
- Jane Perry – prof. Martha Kittles

## Nagrody i wyróżnienia
- 2013 – Neuchâtel International Fantasy Film Festival:
  - nagroda Titra Film przyznana Renny’emu Harlinowi[3]
  - nominacja do nagrody Narcisse w kategorii najlepszy film fabularny (wyróżniony: Renny Harlin)[3]